# صالح‌الدین شاه
سلطان صالح‌الدین شاه ابن المرحوم دائنگ چلک (جاوی: سلطان صالح الدین شاه ابن المرحوم داءیڠ چلق؛ به‌هنگام تولد راجا لومو بن دائنگ چلک، ۱۷۰۵ – ۱۷۷۸) اولین سلطان سلانگور بود. او پسر شاهزاده سلحشور نامدار بوگیس، دائنگ چلک بود و در سال ۱۷۴۲، عنوان سلطان صالح‌الدین از ایالت سلانگور را کسب کرد. پیش از این در اواخر قرن هفدهم، مردم بوگیس در ساحل غربی شبه‌جزیره مالزی سکنی گزیده بودند.